# 301. Infanterie-Division (Deutsches Kaiserreich)
Die 301. Infanterie-Division war ein Großverband der Preußischen Armee im Ersten Weltkrieg.

## Geschichte
Die Division wurde im September 1916 nach ihrer Aufstellung zunächst auf dem rumänischen Kriegsschauplatz eingesetzt, bevor sie an die Westfront verlegt wurde.

### 1916
- 24. September bis 9. November – Grenzkämpfe im Vulkangebirge
- 10. bis 14. November – Schlacht am Szurduk, Durchbruchsschlacht am Szurduk und Vulkan-Pass
- 16. bis 17. November – Schlacht von Targu-Jiu
- 18. bis 23. November – Verfolgung durch die Westwalachei
- 24. bis 27. November – Kämpfe am unteren Alt
- 01. bis 5. Dezember – Schlacht am Argesch
- 09. bis 20. Dezember – Verfolgungskämpfe an Jalomita-Prahova und Buzaul
- 21. bis 27. Dezember – Schlacht bei Rimnicul-Sarat
- ab 28. Dezember – Verfolgungskämpfe nach der Schlacht bei Rimnicul-Sarat

### 1917
- bis 3. Januar – Verfolgungskämpfe nach der Schlacht bei Rimnicul-Sarat
- 04. bis 8. Januar – Schlacht an der Putna
- 09. bis 22. Januar – Stellungskrieg an der Putna und Sereth
- 22. bis 29. Januar – Transport nach dem Westen
- ab 29. Januar – Stellungskampf im Oberelsass

### 1918
- bis 16. Januar – Stellungskampf im Oberelsass
- 16. Januar bis 11. November – Stellungskämpfe in Lothringen und in den Vogesen
- ab 12. November – Räumung des besetzten Gebietes und Marsch in die Heimat

## Kriegsgliederung vom 11. Juni 1918
- 55. Landwehr-Infanterie-Brigade
  - Landwehr-Infanterie-Regiment Nr. 10
  - Landwehr-Infanterie-Regiment Nr. 56
  - Landsturm-Infanterie-Regiment Nr. 48
  - 2. Eskadron/Reserve-Husaren-Regiment Nr. 9
- Artillerie-Kommandeur Nr. 89
  - Feldartillerie-Regiment Nr. 217
- Pionier-Bataillon Nr. 416
- Divisions-Nachrichten-Kommandeur Nr. 301

## Kommandeure
| Dienstgrad      | Name               | Datum                               |
| --------------- | ------------------ | ----------------------------------- |
| Generalleutnant | Johannes von Busse | 22. September 1916 bis Januar 1917  |
| Generalleutnant | Edwin von Tresckow | 20. April bis 15. August 1917       |
| Generalmajor    | Lothar von Wurmb   | 16. August 1917 bis 14. Januar 1919 |